# Континент (авиакомпания)
Континент — упразднённая российская авиакомпания, осуществлявшая внутренние авиаперевозки. Базировалась в аэропортах Внуково, Емельяново (Красноярск), Алыкель (Норильск).
Компания начала активную деятельность на рынке пассажирских перевозок в 2010 году путём возврата к эксплуатации законсервированных самолетов Ту-154, ранее выведенных из парков других авиакомпаний. Низкие лизинговые платежи за подержанную технику позволили авиакомпании предложить значительно более низкие, чем у конкурентов, тарифы на авиаперевозки в аэропортах Красноярского края, а затем и в других регионах.
Со второй половины июля 2011 года более половины ранее заявленных и введенных в продажу рейсов авиакомпании, в том числе на южные курорты, систематически задерживались и отменялись, что связано с долгами авиакомпании перед аэропортовыми службами и дефицитом оборотных средств. 29 июля 2011 года у компании был аннулирован сертификат эксплуатанта воздушных судов. 30 июля 2011 года авиакомпанией заявлен иск о собственном банкротстве.
12 октября 2011 года арбитражным судом в компании была введена процедура наблюдения, на тот момент кредиторская задолженность «Континента» составляла 246 млн руб., а дебиторская — 116 млн руб. 19 июня 2012 года авиакомпания была признана банкротом.

## Флот
Состав флота по состоянию на июль 2011 года:
- Ту-154Б-2 — 1
- Ту-154М — 11